# 伊辛古弗薩海崖
72°21′S 1°13′E / 72.350°S 1.217°E
伊辛古弗薩海崖（德語：Isingufsa），是南極洲的海崖，位於毛德皇后地的瑪塔公主海岸，屬於斯維爾德魯普山脈的一部分，由德國探險隊拍攝照片，現時由南極條約體系管理。